# Junge Gemeinde (evangelisch)
Junge Gemeinde (JG) ist eine von mehreren unterschiedlichen Bezeichnungen für die evangelische Jugend innerhalb einer Kirchengemeinde.
Ursprünglich bezeichnete der Begriff Junge Gemeinde die Jugendgruppe einer Kirchengemeinde innerhalb der evangelischen Kirchen in der DDR. Dieser Name wurde nach der Wende und friedlichen Revolution in der DDR 1990 beibehalten.

## Geschichte

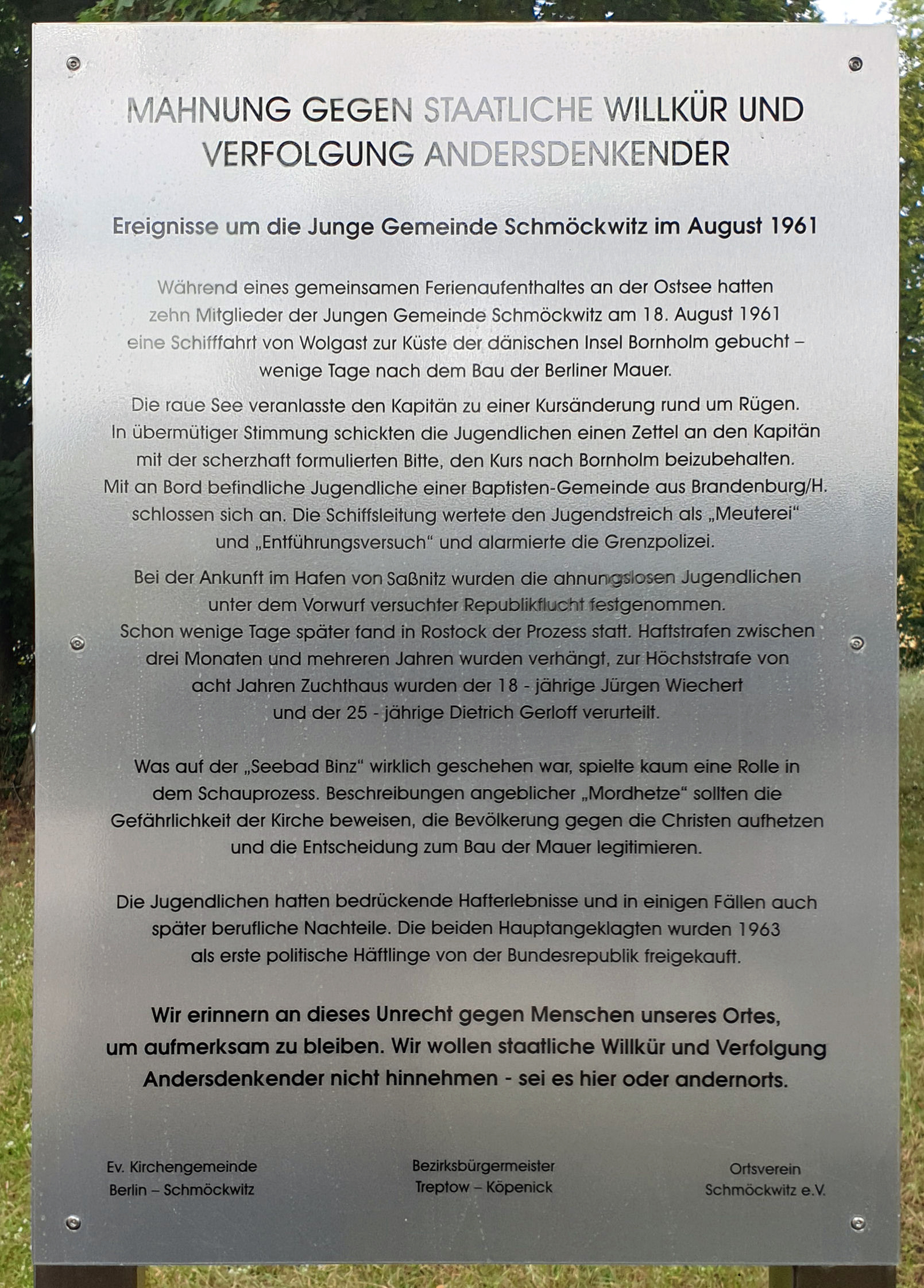
Gedenktafel an der Dorfkirche Schmöckwitz, in Berlin-Schmöckwitz

Die Jungen Gemeinden versuchten, bewusst junge christliche Gemeinden innerhalb der Kirchengemeinden zu sein. Sie wurden insbesondere in den 1950er Jahren von der SED und dem von ihr beherrschten Staat verfolgt. Unterdrückungsmaßnahmen gegen einzelne Gemeinden und Mitglieder hatte es bereits in der SBZ gegeben.
Etwa 3000 Schüler, die sich zur Jungen Gemeinde bekannten und keine Austrittserklärung unterzeichneten, wurden von Oberschulen relegiert. Ende 1952 wurden Tagungsstätten der evangelischen Jugendarbeit wie beispielsweise das Schloss Mansfeld enteignet und an die FDJ übergeben. Es kam zu Verhaftungen von Jugend- und Studentenpfarrern. Im Rahmen dieser Aktionen wurde im April 1953 das Evangelische Jugendamt in Leipzig als vermeintliche „Agentenzentrale“ von Sicherheitsorganen durchsucht. Gleichzeitig wurde die Junge Gemeinde offen angegriffen und als „illegale Organisation Junge Gemeinde“ stark attackiert. Mit der „Säuberung“ der FDJ von Anhängern der Jungen Gemeinde wurde der damalige erste Sekretär der FDJ, Erich Honecker, beauftragt. Das FDJ-Zentralorgan Junge Welt erhielt die Anweisung, die Arbeit der Jungen Gemeinde durch Hetzartikel in Misskredit zu bringen. Damit sollte ein Verbot vorbereitet werden.
Mit der Verkündung des „Neuen Kurses“ durch die Regierung der DDR am 11. Juni 1953 wurden die Maßnahmen gegen die Junge Gemeinde und ihre Mitglieder eingestellt, zwischenzeitlich inhaftierte Jugend- und Studentenpfarrer aus der Haft entlassen und die Gebäude zurückgegeben. Schüler, die von der Oberschule verwiesen worden waren, wurden wieder aufgenommen und zum Abitur zugelassen.
Am 18. August 1961, fünf Tage nach dem Beginn des Baus der Berliner Mauer, wurden zehn Mitglieder Jungen Gemeinde Berlin-Schmöckwitz an Bord des Schiffes Seebad Binz verhaftet, da diese trotz schlechten Wetters die Weiterfahrt in Richtung des dänischen Bornholm forderten. Acht der Jugendlichen erhielten Haftstrafen zwischen drei Monaten und zwei Jahren. Zwei Jugendliche wurden als sogenannte „Rädelsführer“ zu je acht Jahren Freiheitsentzug verurteilt. Sie wurden im Oktober 1963 von der Bundesrepublik Deutschland freigekauft.
Die Jungen Gemeinden boten in der DDR über ihre gemeindliche, biblische Orientierung hinaus einen Raum, eigene Gedanken auszusprechen, die unabhängig von staatlichen Denkvorschriften und der Zensur waren. Sie waren die einzige vom Staat unabhängige Jugendbewegung und wurden so zum Sammelbecken für systemkritische Jugendliche. Sie wurden auch deshalb bis zuletzt argwöhnisch von den Staatsorganen der DDR beobachtet und gelten als Mit-Vorbereiter der friedlichen Revolution.